# St. Martin (Zeilarn)

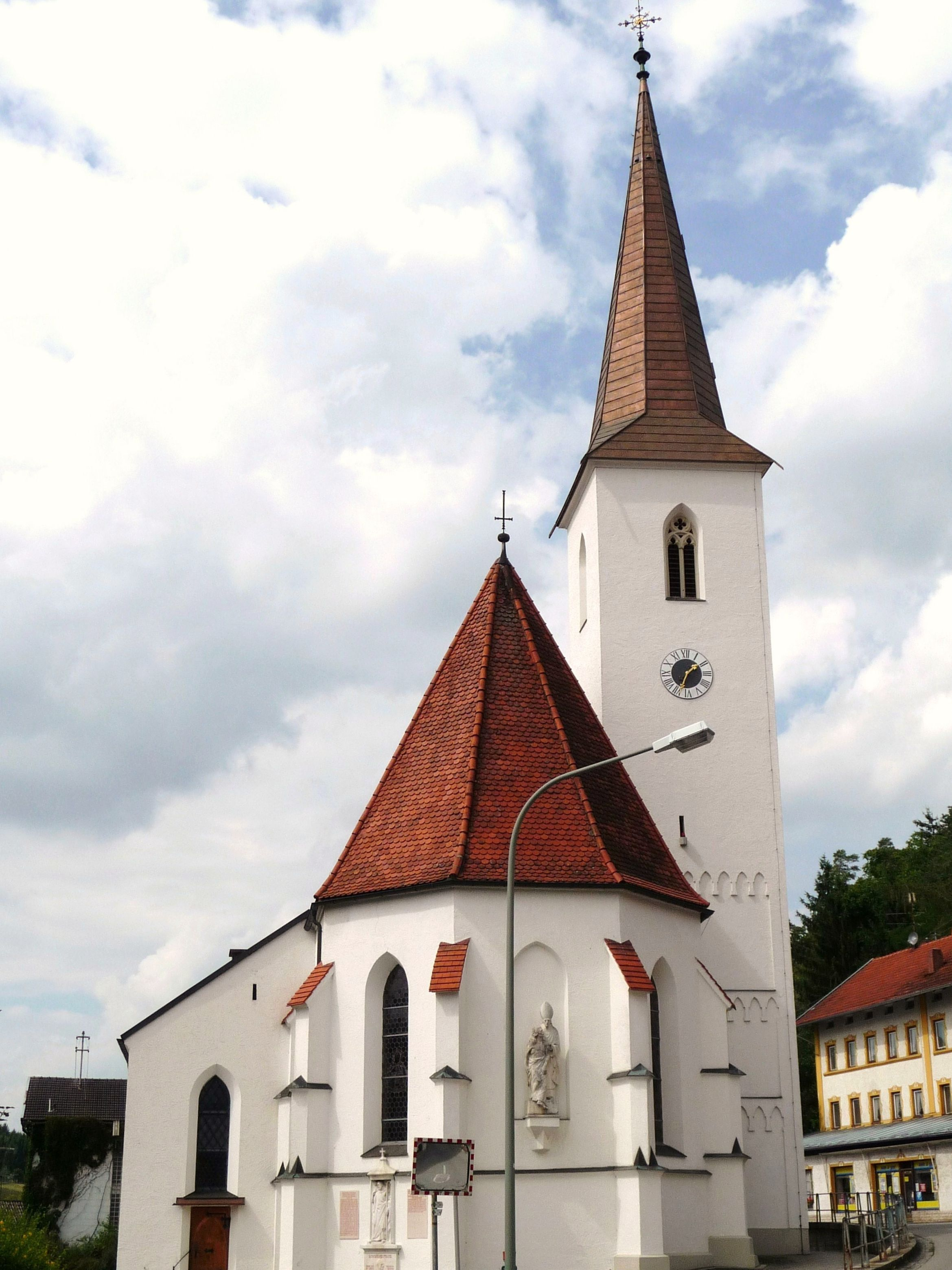
St. Martin (Zeilarn)

Die römisch-katholische Pfarrkirche St. Martin ist eine gotische Saalkirche in Zeilarn im niederbayerischen Landkreis Rottal-Inn. Sie gehört zur Kirchengemeinde St. Martin Zeilarn im Dekanat Simbach des Bistums Passau.

## Geschichte
Eine Kirche in Zeilarn wird um 788 erstmals urkundlich erwähnt. Bestandteile eines Bauwerks aus dem 13./14. Jahrhundert (Unterbau des Langhauses und des Turms) sind in der heutigen Kirche noch erkennbar. Die Kirche wurde während des Dreißigjährigen Kriegs zerstört und danach wieder aufgebaut. In den Jahren 1886–1891 wurde die Kirche durch Johann Baptist Schott nach Westen verlängert und neugotisch ausgestattet. Dabei wurden die in der Barockzeit abgeschlagenen Rippen des Chorgewölbes wieder hergestellt, Die Glocken mussten 1942 abgeliefert werden und wurden 1950 neu gegossen. Eine Renovierung wurde 1961 vorgenommen. 1988 wurde eine neue Marmorskulptur des heiligen Martin vom Bildhauer Toni Preis aus Zeilarn aufgestellt.

## Architektur
Das Schiff ist mit einem eingezogenen Chor verbunden und liegt mit diesem unter einem gemeinsamen Dach. Die Strebepfeiler des Chores zeigen das für die Region typische kantige Mittelstück. Der Turm ist an der Nordseite des Chores angebaut. Seine unteren drei Stockwerke werden durch gestelzte Spitzbogenfriese zwischen Ecklisenen gegliedert, der obere Teil des Turms und der Spitzhelm sind während der neugotischen Erweiterung entstanden. Im Süden ist ein Vorzeichen mit einem Sternrippengewölbe angebaut. An der Südseite des Chores ist die gotische Sakristei angebaut, die vermutlich 1634 nach Westen erweitert wurde.
Das Schiff besteht aus fünf ursprünglichen und zwei neugotischen Jochen. Das Netzgewölbe ist aus einer regelmäßigen Figuration mit jeweils drei parallelen Rippen entwickelt, die durch grobe Konsolen auf profilierten Schildbogenstellungen aufgefangen werden. Der zweijochige Chor endet in einem Fünfachtelschluss, auf der Nordseite springt der im Kern ältere Turm leicht ein. Der Raum wird durch ein Netzgewölbe über flachen profilierten Schildbogenstellungen abgeschlossen, das sich aus den davor liegenden Halbrunddiensten mit neugotisch überarbeiteten Kapitellen entwickelt.

## Ausstattung
Die Ausstattung wurde in den Jahren 1891/1892 nach einem Entwurf des Bruders des Baumeisters, Alois Schott einheitlich neugotisch durch Emanuel Basler aus Simbach am Inn und Sebastian Höfele aus Pfarrkirchen ausgeführt. Am Altar auf der Nordseite wurden ältere Holzfiguren wiederverwendet, die dazu teilweise überarbeitet wurden. Der südliche Seitenaltar wurde im Jahr 1989 nach Gehersdorf übertragen. Im Chorschluss sind vier Priestergrabsteine aus Rotmarmor mit Ganz- und Halbfigurendarstellungen im Relief erhalten, die in der Spätgotik, der Renaissance- und der Barockzeit entstanden sind.
Die Orgel ist ein Werk von Michael Weise aus dem Jahr 1980 mit 16 Registern auf zwei Manualen und Pedal.